# Relations entre l'Italie et l'Union européenne
Les relations entre l'Italie et l'Union européenne sont des relations verticales impliquant l'organisation supranationale et un de ses États membres.

## Histoire
L'Italie est un membre fondateur de la CECA. Le traité créant la Communauté économique européenne fut signé à Rome en 1957. L'Italie a participé à toutes les grandes étapes de la construction européenne et jouit aujourd'hui de l'un des plus hauts niveaux d'intégration. 

## Relations contemporaines

### Liens économiques
En 2018, un contentieux oppose le la coalition au gouvernement en Italie, dirigée par Matteo Salvini et Luigi di Maio, aux diverses instances de l'Union Européenne à propos du budget italien. Les propositions faites par la Ligue et le Mouvement cinq étoiles sont, en effet, contraires aux dispositions des traités européens.

## Sources

## Compléments